# 阳泉曲镇
阳泉曲镇，是中华人民共和国山西省吕梁市孝义市下辖的一个镇。

## 行政区划
阳泉曲镇下辖以下地区：
铝矿社区、柳湾矿社区、阳泉曲村、神宁沟村、仲家山村、柳湾村、吕居堡村、申家庄村、西河底村、后山村、河北村、核桃窳村、老营坪村、教场村、西上庄村、柏子沟村、大胜村、瓦窑坡村、师家庄村、安乐村、苏家沿村、王义庄村、春塔村、刘王庄村、克俄村、甘村、窑上村、后庄村、南庄村、下庄村、禅房头村、西张家庄村、碾头村、马庄村、段封村、南沟底村和尹家沿村。